# Анестіаді Микола Христофорович
Микола Христофорович Анестіаді (рум. Nicolae Anestiadi; 1916, село Саратени, Оргеєвський повіт, Бессарабська губернія, Російська імперія — 1968, Кишинів, Молдавська РСР, СРСР) — молдавський радянський кардіохірург, професор.
Анестіаді належить ідея організації служби кардіохірургії в Молдавській РСР. Він же сприяв відкриттю 2 лютого 1964 року першого спеціалізованого кардіохірургічного відділення і, згодом, успішного виконання перших операцій на працюючому серці в Молдавській РСР.

## Біографія

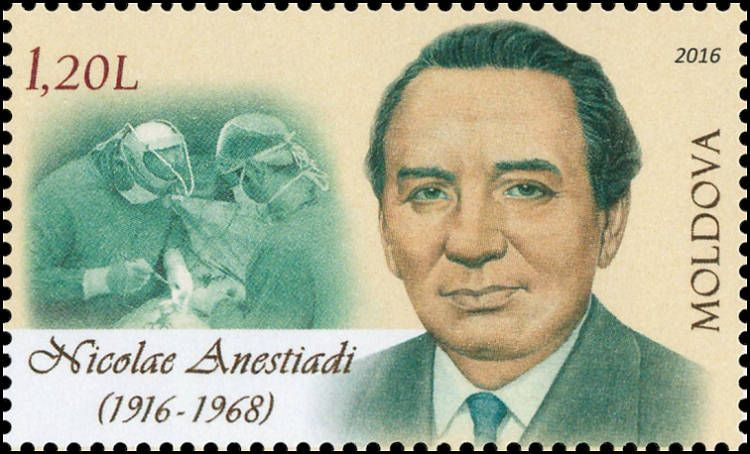
Н. Анестіаді на поштовій марці Молдови, присвяченій 100-річчю з дня його народження

Народився в 1916 році в селі Саратени Оргеєвського повіту (нині Старі Саратени Теленештского району). За походженням — грек.
Вступив на факультет медицини Ясського університету. У радянський час продовжив навчання у Львівському медінституті. Під час війни — польовий хірург, демобілізувався в званні капітана медичної служби.
Після війни залишився жити в Кишиневі. Став кандидатом, а потім доктором медичних наук, завідувачем кафедри хірургії Кишинівського медінституту. Виконав першу в Молдові операцію на серці.
Помер у 1968 році від обширного інфаркту в машині швидкої допомоги по дорозі в лікарню. Похований у Кишиневі.
Молодший брат Миколи Василь згодом став ректором Кишинівського медінституту.

## Пам'ять
- На честь Миколи Анестіаді в Кишиневі названо вулицю, де він жив останнім часом.
- Кафедра хірургії Кишинівського медінституту носить ім'я Миколи Анестіаді.